# Вверх по реке
«Вверх по реке» (англ. Up the River) — кинофильм режиссёра Джона Форда, вышедший на экраны в 1930 году. Спенсер Трейси и Хамфри Богарт сыграли свои первые роли в полнометражном фильме.

## Сюжет
Прожжённый мошенник Сент-Луис вновь попадает в тюрьму, где пользуется всеобщей известностью и уважением. Здесь он встречает своего старого товарища Дэна и знакомится с новым лицом — Стивом, работающим в тюремной конторе. Стив влюбляется в девушку по имени Джуди, отбывающую срок в соседнем женском корпусе. Вскоре Стив выходит на свободу, но обещает дождаться Джуди и затем жениться на ней. Его родные не знают, что он был в тюрьме, однако вскоре объявляется некто Фросби и начинает шантажировать молодого человека. Сент-Луис и Дэн решают ненадолго покинуть заключение, чтобы помочь другу…

## В ролях
- Спенсер Трейси — Сент-Луис
- Клер Люче — Джуди Филдс
- Хамфри Богарт — Стив Джордан
- Уоррен Хаймер — Даннемора Дэн
- Уильям Колье старший — «Дед», тренер
- Джоан Мари Лос — Джин
- Морган Уоллас — Фросби
- Эдит Чепмен — миссис Джордан, мать Стива (в титрах не указана)